# Emerald, Wisconsin
Emerald är en ort i St. Croix County i delstaten Wisconsin, USA.